# Raffles Place

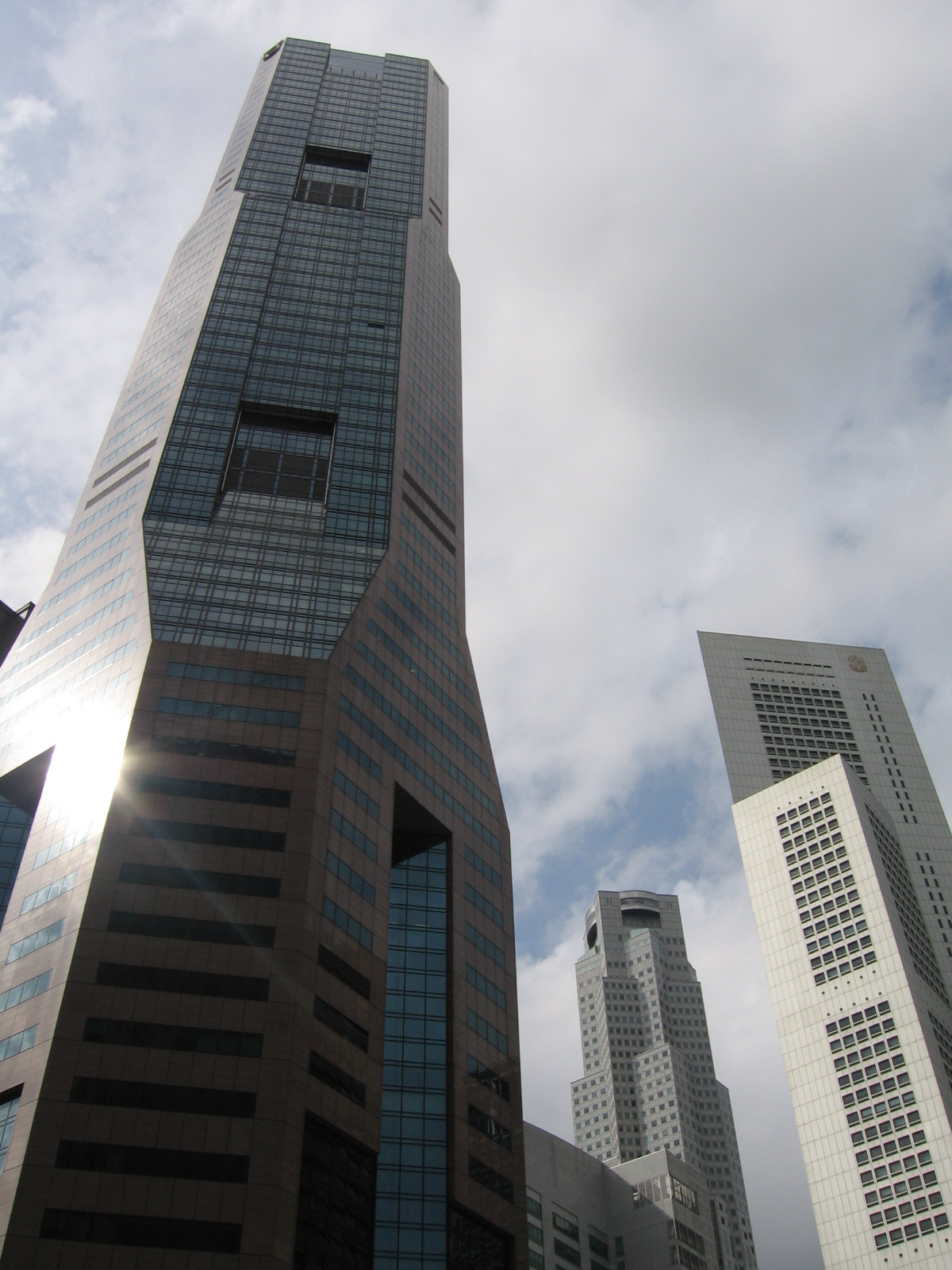
Hochhäuser am Raffles Place

Raffles Place ist das Zentrum des Finanzviertels von Singapur, südlich der Mündung des Singapore River gelegen. Es wurde erstmals in den 1820er Jahren als Commercial Square geplant und entwickelt, um im Raffles Town Plan als Drehscheibe der Handelszone von Singapur zu dienen. Es wurde 1858 in Raffles Place umbenannt und beherbergt heute eine Reihe bedeutender Banken und Finanzinstitute. Es befindet sich im Downtown Core im zentralen Bereich und verfügt über einige der höchsten Gebäude des Landes.

## Geschichte
Der Gründer des modernen Singapur, Sir Stamford Raffles, beabsichtigte, Singapur zu einem „großen Handelszentrum“ zu machen. Als Teil seines Plans gab er 1822 Anweisungen, ein Gewerbegebiet auf der Südwestseite des Singapore River zu schaffen. Der Garnisonsingenieur Lieutenant, R.N. Philip Jackson wurde beauftragt, einen Stadtplan auf der Grundlage der Anweisungen von Raffles zu erstellen. Dieses Gewerbegebiet befand sich am Handelsplatz und wurde von 1823 bis 1824 entwickelt. Ein kleiner Hügel stand ursprünglich in der Gegend zwischen dem Commercial Square und der Battery Road. Unter der Aufsicht von Raffles wurde der Hügel geebnet und sein Boden wurde dann verwendet, um das sumpfige südliche Ufer des Singapore River zurückzugewinnen, das den Bereich Boat Quay und Circular Road bildete. Der Handelsplatz wurde als offener Raum mit einer Länge von 200 Metern und einer Breite von 50 Metern mit einem kleinen Garten in der Mitte angelegt. Grundstücke in der Umgebung des Platzes wurden in Auktionen zu einem Preis von 1.200 und 1.500 US-Dollar pro Stück verkauft. In der Region wurden Handelsunternehmen gegründet; Rund um den Platz wurden zwei- und vierstöckige Gebäude errichtet, in denen Handelsbüros, Banken und Handelsunternehmen untergebracht wurden. Am 8. März 1858 wurde der Commercial Square zu Ehren von Raffles in Raffles Place umbenannt. Auf der Südseite des Platzes befanden sich viele Lagerhäuser mit Anlegestellen, an denen Fracht direkt von Booten aus be- und entladen werden konnten, da sie sich damals am Meeresrand befanden. Von 1858 bis 1864 wurde das Land an der Südseite des Raffles Place vom Johnston Pier bis zum Telok Ayer Market zurückerobert. Das zurückgewonnene Land wurde zum Collyer Quay, benannt nach dem Chefingenieur George Collyer, der den Bau initiierte. Durch die Erweiterung wurde ein größeres Gebiet für den Handel freigegeben und mehr Unternehmen, wie Einzelhandelsgeschäfte und Banken, wurden in das Gebiet gezogen.
John Little, das älteste Kaufhaus Singapurs, wurde am 30. August 1842 und Robinsons 1858 eröffnet. Die ersten Banken, die am Commercial Square tätig waren, waren die Oriental Bank, die Chartered Mercantile Bank von Indien, London und China (später von HSBC übernommen), die Chartered Bank of India, Australien und China (die später zum Standard Chartered wurde) und die Asiatic Banking Corporation. Um die Wende des 20. Jahrhunderts nahm die Bankenbranche in Singapur Fahrt auf. Einheimische Banken kamen ins Spiel und konkurrierten mit größeren Banken mit niedrigeren Zinssätzen und einer kulturellen Affinität zu ihren Kunden. Ab den 1950er Jahren trat das Bankwesen in Singapur in eine neue Liga ein. Die Bank of America gründete sich 1955 hier am 31 Raffles Place und die Bank of China an der angrenzenden Battery Road.
Während des Zweiten Weltkriegs gehörte Raffles Place zu den Orten, die von Bomben getroffen wurden, als siebzehn japanische Bomber am 8. Dezember 1941 während der Schlacht von Malaya den ersten Luftangriff auf Singapur durchführten. Die japanische Besetzung Singapurs stoppte vorübergehend die nahezu kontinuierliche kommerzielle Entwicklung von Raffles Place.
In den 1960er und 1970er Jahren begannen Einzelhändler, sich vom Gebiet des Raffles Place zu Orten wie der High Street, der North Bridge Road und der Orchard Road zu bewegen, und wurden durch Finanzhäuser und Großbanken ersetzt. Das Kaufhausgebäude Whiteaway Laidlaw an der Battery Road wurde 1962 von der Malayan Bank übernommen und später abgerissen, um 1998 Platz für den Maybank Tower zu machen. Robinsons zog in die Orchard Road, nachdem sein Wahrzeichen 1972 bei einem der schlimmsten Brände in der Geschichte Singapurs zerstört worden war und die benachbarte Overseas Union Bank 1986 mit dem Bau eines neuen Turms auf das Gelände expandierte. Das John Little’s Building wurde 1973 verkauft und abgerissen. Die erste Tiefgarage wurde 1965 am Raffles Place errichtet, bevor sie 1986 für den Bau der MRT-Station Raffles Place abgerissen wurde. Der Raffles Place wird heute von Wolkenkratzern dominiert, von denen viele zu den höchsten Gebäuden in Singapur gehören, in denen sich Flaggschiff-Banken befinden. Der Turm der United Overseas Bank wurde 1974 auf der alten Bonham-Baustelle fertiggestellt, später renoviert und zur UOB Plaza ausgebaut. Andere Türme wie der Singapore Land Tower, das Clifford Centre, das Ocean Building, das OUB Centre und das Republic Plaza haben die älteren Gebäude ebenfalls ersetzt. Die drei höchsten Gebäude in Singapur befanden sich bis zum Bau des Tanjong Pagar Centre im Jahr 2016 am Raffles Place.

## Verkehr
Die unterirdische Mass-Rapid-Transit-Station, die MRT-Station Raffles Place, liegt direkt unter dem Zentrum des Raffles Place und ist eine der wichtigsten öffentlichen Verkehrsverbindungen für den Raffles Place in das Verkehrssystem Singapurs. Busverbindungen verkehren auch entlang des Raffles Place, wo die Straßen Shenton Way, Finlayson Green, Cecil Street, Robinson Road, Marina Boulevard und Central Boulevard durchqueren.